# Manuel Antonio Garretón
Manuel Antonio Garretón Merino (Santiago, 23 de mayo de 1943) es un sociólogo, politólogo y ensayista chileno. Obtuvo el Premio Nacional de Humanidades y Ciencias Sociales, en 2007.

## Trayectoria académica y profesional
Hijo de Manuel Antonio Garretón Walker, exdiputado de la Falange Nacional, estudió Sociología en la Pontificia Universidad Católica de Chile, donde se licenció en 1967; posteriormente obtuvo el grado de Doctor por la École des Hautes Études en Sciences Sociales de París.
Dirigió el Centro de Estudios de la Realidad Nacional (CEREN) de su alma mater desde 1970 hasta su disolución en 1973. En la misma época encabezó la revista Cuadernos de la Realidad Nacional. Fue decano del Área de Estudios Sociales Interdisciplinarios de la Católica en 1973 y coordinó los grupos de emergencia de las Ciencias Sociales en Chile después del golpe militar. Entre 1975 y 1995 fue profesor investigador de la Facultad de Ciencias Sociales (FLACSO). Ha enseñado en universidades chilenas y extranjeras y ha ocupado cargos dirigentes en diversas instituciones académicas. 
Obtuvo la Beca Guggenheim en 1983 y la cátedra Simón Bolívar de Estudios Latinoamericanos de la Universidad de Cambridge, Gran Bretaña, en 2013.
Se ha desempeñado como asesor y consultor de diversas instituciones públicas y privadas nacionales e internacionales y miembro de Consejos de Redacción de revistas nacionales y extranjeras, así como de jurados de becas de investigación y docencia en Chile y el extranjero.
Fue fundador del círculo de sociología de la Academia de Humanismo Cristiano y primer director de la carrera de sociología de la Universidad Academia de Humanismo Cristiano. Desde 1994 es profesor del Departamento de Sociología de la Universidad de Chile.
Sus principales áreas de trabajo han sido sociología política, democratizaciones y transiciones, Estado y sociedad, regímenes autoritarios, actores y movimientos sociales, partidos políticos, universidad y educación superior, opinión pública y demandas sociales, cultura y educación, desarrollo de las ciencias sociales, teoría sociológica y política, reforma del Estado y políticas públicas, modernidad y sociedad en América Latina.
Obtuvo el Premio Kalman H. Silvert de la Latin American Studies Association en 2015 por el aporte de vida a los estudios latinoamericanos.

## Vida política
Fue presidente de la Federación de Estudiantes de la Universidad Católica de Chile (1963-64) y, ya como profesor, representante de los académicos en el Consejo Superior de esa casa de estudios (1970-1972).
Cofundador del Grupo por la Renovación Socialista, del cual fue dirigente en 1979-1985; dirigente del Bloque Socialista entre 1983 y 1985; miembro del Comité Central del Partido Socialista entre 1985 y 1995, y del Comité Técnico de la Concertación de Partidos por la Democracia para el plebiscito de 1988.
En 1993 fue jefe del Programa Educación para la campaña presidencial de Eduardo Frei Ruiz-Tagle.
Participa activamente en el debate político-intelectual y cultural de Chile y América Latina, en la oposición a las dictaduras militares, en la transición democrática y el nuevo período democrático, en los procesos de renovación socialista, en la discusión sobre calidad de la política, los procesos constituyentes y nueva Constitución a través de publicaciones, columnas, entrevistas, foros y medios de comunicación.

## Obras
- Integración nacional y marginalidad (Ensayo de regionalización social de Chile) (con Armand Mattelat), 1969
- Problemas y perspectivas del Socialismo en Chile (coordinador), 1971
- Revolución y legalidad : problemas del Estado y el Derecho en Chile (coeditor con Norbert Lechner), 1972
- Sobre la justicia en Chile (coeditor con Norbert Lechner), 1973
- Ideología y medios de comunicación (editor), 1974
- Economía política en la Unidad Popular (coeditor con Rodrigo Atria), 1975
- Cultura y comunicación de masas. Materiales de la discusión chilena 1970‑1973 (coeditor con Hernán Valdés), 1975
- Análisis coyuntural y proceso político. Las fases del conflicto en Chile 1970‑1973 (con Tomás Moulián), 1978
- Las ciencias sociales en Chile. Situación, problemas y perspectivas, 1983
- El Proceso político chileno, 1983
- La Unidad Popular y el conflicto político en Chile (con Tomás Moulián), 1983. Segunda edición ampliada, 1993
- Dictaduras y democratización, 1984
- Escenarios e itinerarios para la transición, 1985
- Reconstruir la política. Transición y consolidación democrática en Chile, 1987
- Biblioteca del movimiento estudiantil (5 vols) (coordinador con Javier Martínez), 1986
- Muerte y resurrección. Los partidos políticos en el autoritarismo y las transiciones del Cono Sur (coeditor con Marcelo Cavarozzi), 1989
- Propuestas políticas y demandas sociales (3 vols) (coordinador), 1989
- Militares y política en una transición atípica (coeditor con Domingo Rivarola y M. Cavarozzi), 1991
- Fear at the edge. State terror and resistance in Latin America  (coeditor con Patricia Weiss Fagen y Juan E. Corradi), 1992
- Los partidos políticos en el inicio de los noventa. Seis casos latinoamericanos (coordinador), 1992
- Los chilenos y la democracia. La opinión pública 1991-1994 (con Marta Lagos y Roberto Méndez)(4 vols), 1993, 1995
- Los partidos y la transformación política de América Latina (editor), 1993
- Modernización, democracia y descentralización. Materiales del IV Congreso Chileno de Sociología (coeditor con Malva Espinosa, Cecilia Jara, Eduardo Morales, Sergio Contreras), 1993
- Cultura, autoritarismo y redemocratización en Chile (coeditor con Saúl Sosnowski y Bernardo Subercaseaux), 1993
- La faz sumergida del iceberg: ensayos sobre la transformación cultural, 1994
- Hacia una nueva era política. Estudio sobre las democratizaciones, 1995
- Dimensiones actuales de la Sociología (coeditor con Orlando Mella), 1995
- Social Movements in Latin America in the context of economic and socio-political transformation (editor), 1996
- La encrucijada de lo político (coeditor con R.Lanz), 1996
- Las transformaciones en América Latina y las perspectivas de la integración (coeditor con J. Lira y A. Ajens), 1997
- Por la fuerza sin la razón. Análisis y textos de los dandos de la dictadura militar (con Roberto y Carmen Garretón), 1998
- América Latina: un espacio cultural en el mundo globalizado (coordinador), 1999
- Política y sociedad entre dos épocas. América Latina en el cambio de siglo, 2000
- La sociedad en que vivi(re)mos. Introducción sociológica al cambio de siglo, 2000, 2a ed. 2015
- Cultura y desarrollo en Chile. Dimensiones y perspectivas en el cambio de siglo (coordinador), 2001
- Democracy in Latin America. (Re)Constructing political Society (coeditor con E. Newman) 2001
- Latin America in the 21st century. Toward a new socio-political matrix (con M.Cavarozzi, P.Cleaves, G. Gereffi, J. Hartlyn), 2003. Versión en castellano: América Latina en el siglo XXI. Hacia una nueva matriz socio-política, 2004. Versión en portugués: America Latina no seculo XXI, 2007
- El espacio cultural latinoamericano. Bases para una política de integración cultural (coordinador) (con Jesús Martín Barbero, Marcelo Cavarozzi, Néstor García Canclini, Guadalupe Ruiz-Jiménez y Rodolfo Stavenhagen), 2003
- Democracia en las Américas: desafíos, peligros, expectativas (co-organizador), 2003
- The incomplete democracy. Studies on politics and society in Latin America and Chile, 2003
- Encuentros con la memoria. Archivos y debates de memoria y futuro (coeditor con Faride Zerán, Sergio Campos y Carmen Garretón), 2004
- Las Ciencias Sociales en América Latina en perspectiva comparada (con Helgio Trindade, org, Jerónimo De Sierra, Miguel Murmis, José Luis Reyna) Siglo XXI, 2007. Versión en portugués As Ciencias Sociais na America Latina em perspectiva comparada, 2006. Versión en inglés: Social Sciences in Latin America (1930-2003), 2005
- Del post-pinochetismo a la sociedad democrática. Globalización y política en el bicentenario, 2007
- Dimensiones sociales, políticas y culturales del desarrollo. Antología de Enzo Faletto (editor), 2007
- Neoliberalismo corregido y progresismo limitado. Los gobiernos de la Concertación en Chile, 1990-2010, 2012
- Las ciencias sociales en la trama de Chile y América Latina. Estudios sobre transformaciones sociopolíticas y movimiento social, 2014
- La gran ruptura. Institucionalidad política y actores sociales en el Chile del siglo XXI  (coordinador), 2017